# Equilibrio propio
Un equilibrio propio es un refinamiento del equilibrio de Nash propuesto por Roger B. Myerson. El equilibrio propio refina aún más la noción de Reinhard Selten de un equilibrio perfecto de mano temblorosa por el supuesto de que los "errores" más costosos están hechos con una probabilidad significativamente menor que los menos costosos.
Definición
Dada una forma normal de un juego y un parámetro {\displaystyle \epsilon >0}, un perfil de estrategias mixtas {\displaystyle \sigma } se define como {\displaystyle \epsilon }-propio si, cada vez que un jugador tiene dos estrategias puras s y s' de tal manera que el pago esperado del juego s es menor que el pago esperado del juego s' (es decir {\displaystyle u(s,\sigma _{-i})<u(s',\sigma _{-i})} ), entonces la probabilidad asignada a s es como máximo {\displaystyle \epsilon } veces la probabilidad asignada a s'.
Un perfil de estrategia del juego se dice entonces que un equilibrio propio si es un punto límite, conforme {\displaystyle \epsilon }  se acerce a cero en una secuencia de {\displaystyle \epsilon }-estrategias propias. 

## Ejemplo
El jugador 1 (jugador fila) esconde un centavo y si el jugador 2 (jugador columna) adivina correctamente si se trata de cara o cruz, él consigue el centavo. En esta variante, el jugador 2 tiene una tercera opción: Agarrar la moneda sin adivinar. El equilibrio de Nash del juego son los perfiles de estrategias donde el jugador 2 agarra la moneda con probabilidad 1. Cualquier estrategia mixta del jugador 1 es un equilibrio de Nash en estrategias pura del jugador 2. Cualquier par es aún un equilibrio perfecto de mano temblorosa. Intuitivamente, el jugador 1 espera que el Jugador 2 tome el penique, él no está preocupado por dejar jugador 2 seguro de si se trata de cara o cruz. Sin embargo, se puede observar que el único equilibrio propio de este juego es en el jugador 1 esconde el centavo con cara con una probabilidad de 1/2 y tira cruz con probabilidad 1/2 (y el jugador 2 toma el centavo con probabilidad 1). Este equilibrio propio único puede estar motivado intuitivamente como sigue: El jugador 1  espera que el jugador 2 tome el centavo. Sin embargo, el jugador 1 todavía se prepara para el hipotético caso de que el jugador 2 no agarre la moneda y en su lugar por alguna razón decide hacer una conjetura. El jugador 1 se prepara para este evento, asegurándose de que el jugador 2 no tiene información acerca de si la moneda sale cara o cruz, exactamente como en el original juego de las monedas.

## Equilibrio adecuado de los juegos extensivos
Se puede aplicar la noción de honorabilidad para juegos en forma extensiva en dos maneras diferentes, completamente análogas a las dos maneras diferentes del equilibrio perfecto de mano temblorosa que se aplica a juegos extensivos. Esto conduce a las nociones de forma normal el equilibrio adecuado y la forma extensa el equilibrio adecuado de un juego en forma extensiva. Se mostró de Van Damme que una forma normal equilibrio adecuado de un juego en forma extensiva es comportamiento equivalente a un equilibrio cuasi perfecto de ese juego.